# يوزيف غريغور
يوزيف غريغور (بالفرنسية: József Gregor)‏ (و. 1963  م) هو لاعب كرة قدم مجري، ولد في بودابست، مركز لعبه هو مهاجم.

## روابط خارجية
- يوزيف غريغور على موقع قاعدة بيانات كرة القدم.إي يو (الإنجليزية)
- يوزيف غريغور على موقع ناشيونال فوتبول تيمز (الإنجليزية)